# خرچنگ گوشه‌گیر
Lānebar, خرچنگ گوشه‌گیر (نام علمی: Paguroidea) نام یکی از سخت‌پوستان ده‌پا است. به آن خرچنگ منزوی و خرچنگ نرم‌شکم هم گفته‌اند. خرچنگ‌های هرمیت، برخلاف اکثر خرچنگ‌های دیگر، شکمی نرم دارند. این خرچنگ‌ها برای محافظت از خود از پوسته سخت کهنه حیوانات دیگر استفاده می‌کنند و به همین دلیل غالباً مجبور می‌شوند به پوسته‌های بزرگ‌تری نقل مکان کنند.